# Распад The Beatles

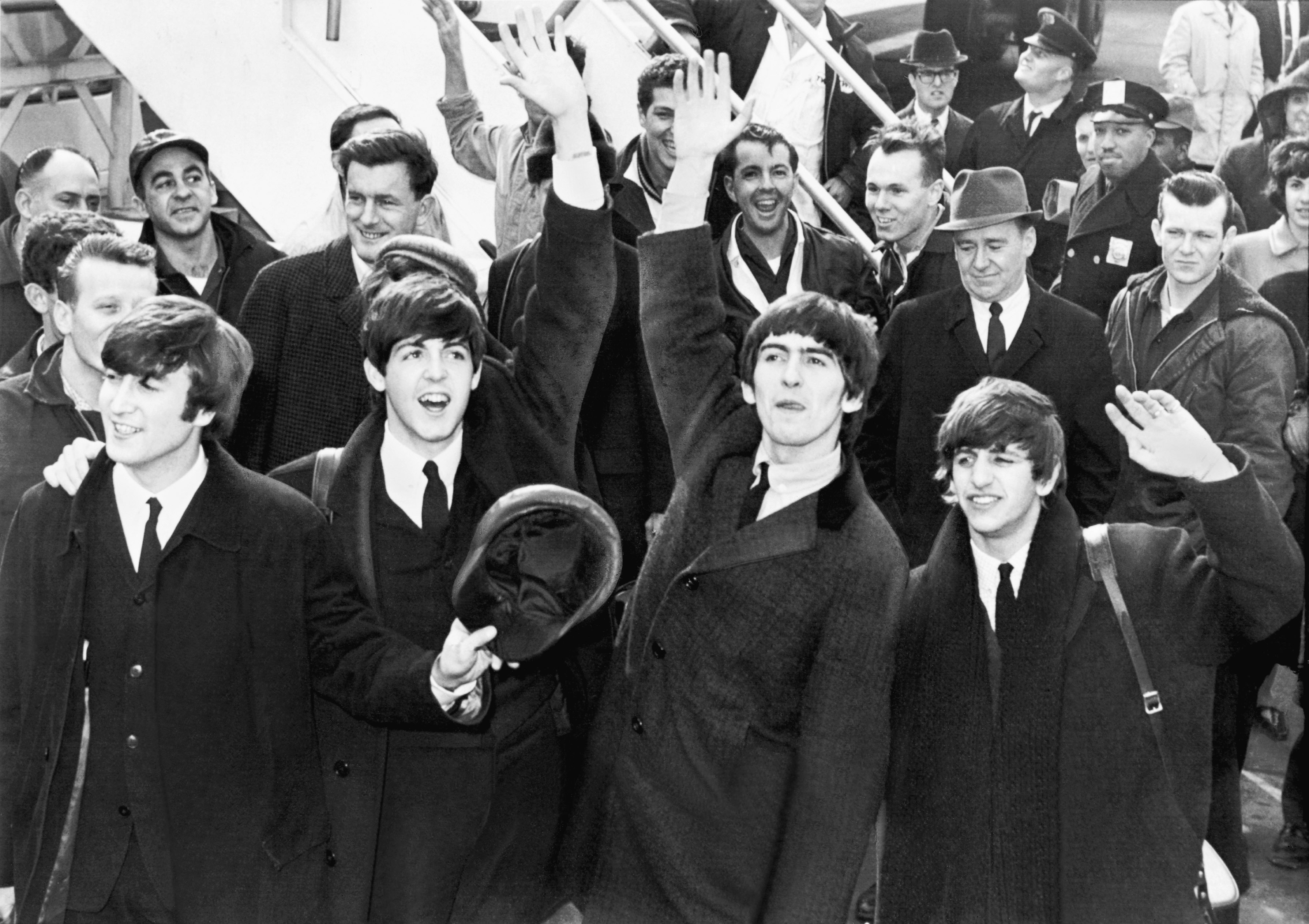
The Beatles в Аэропорту Кеннеди 7 февраля 1964 года. Слева направо: Джон Леннон, Пол Маккартни, Джордж Харрисон, Ринго Старр

Распад рок-группы The Beatles — кумулятивный процесс, происходивший на протяжении периода 1968—1970 годов, отмеченный слухами о расколе среди музыкантов, а также их двусмысленными комментариями относительно будущего коллектива. Хотя в сентябре 1969 года Джон Леннон, в частном порядке, сообщил другим битлам, что он покидает группу, официальное заявление о распаде группы последовало лишь 10 апреля 1970 года, после того как Пол Маккартни объявил, что уходит из The Beatles.
Распаду The Beatles предшествовал ряд событий. Это был довольно продолжительный процесс, включавший прекращение гастролей группы в 1966 году и смерть её менеджера, Брайана Эпстайна, в 1967. Причиной конфликта послужили творческие разногласия. Также, в период 1968—1969 годов как Джордж Харрисон, так и Ринго Старр временно уходили из The Beatles, и к 1970 году все четверо музыкантов начали работать над сольными проектами, поскольку осознавали крайне низкую вероятность дальнейшей совместной деятельности. Впоследствии враждебность между некоторыми битлами исключила возможность продолжения их творческого сотрудничества.
После распада The Beatles отдельные участники группы сотрудничали друг с другом в рамках различных проектов, но после августа 1969 года все четверо битлов ни разу не выступали вместе в качестве единого квартета и не записывали новый материал. 
После смерти Леннона в 1980 году трое оставшихся участников The Beatles воссоединились в 1994 году для реализации проекта Anthology, в рамках которого были доработаны две незавершённые композиции Леннона — «Free as a Bird» и «Real Love», — которые были записаны и выпущены как официальные песни группы.

## Смерть Брайана Эпстайна

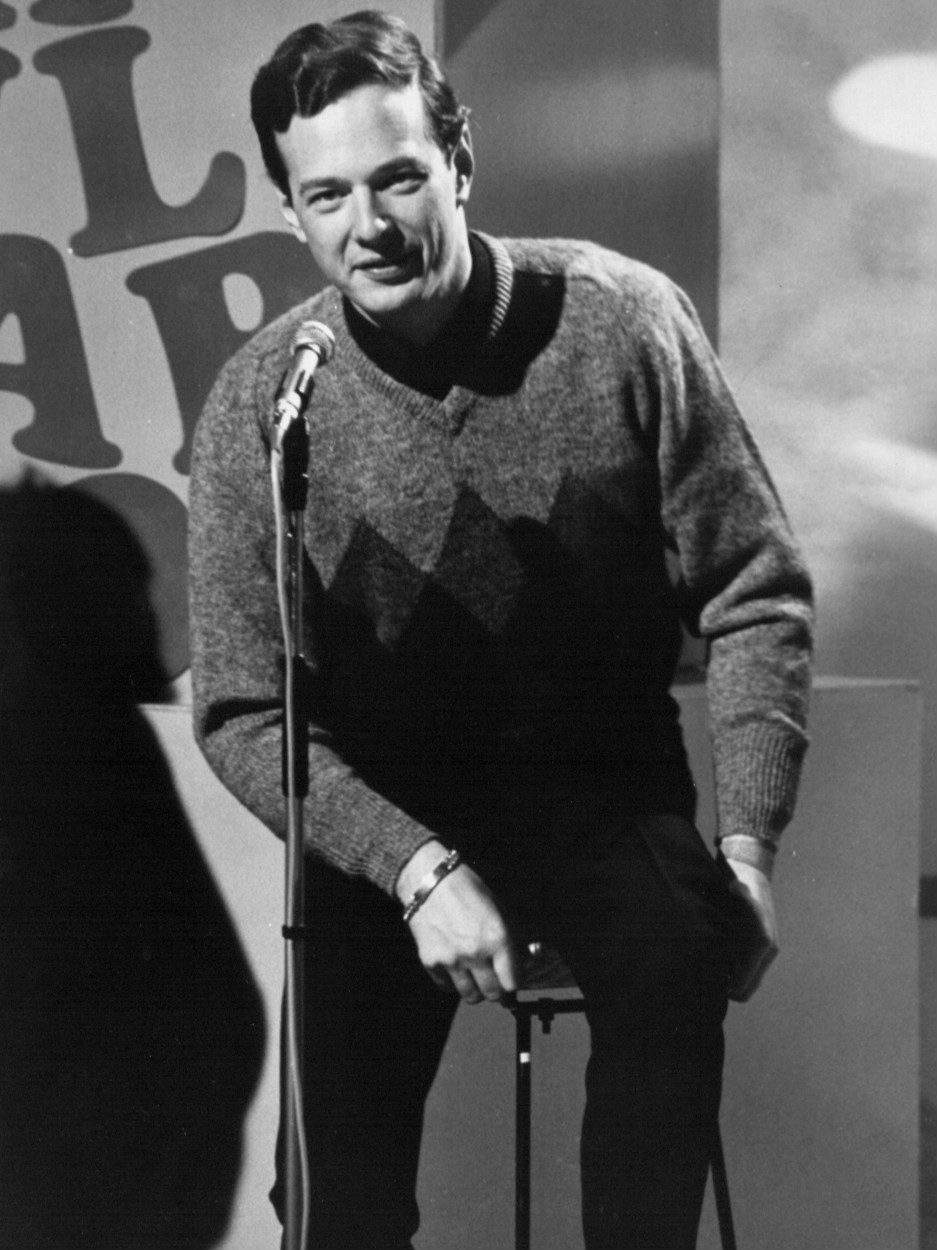
Брайан Эпстайн, 1965 год

Брайан Эпстайн — одна из ключевых фигур в создании The Beatles, а также продвижении и популяризации группы на международной арене. Благодаря его стилю управления музыканты реализовывали свои личные идеи внутри коллектива, что позволяло удерживать их вместе; кроме того, именно менеджер выступал посредником во время конфликтных ситуаций. Тем не менее, его роль в жизни группы начала постепенно уменьшаться после того, как музыканты прекратили гастролировать в 1966 году (этому решению способствовали как неудовлетворение музыкантов от концертных выступлений, так и многочисленные угрозы после скандальной реплики Леннона: «Мы более популярны, чем Иисус»). Однако он всё ещё оказывал на них сильное влияние — разрешая споры и, самое главное, успешно управляя финансами коллектива. Когда Эпстайн умер от передозировки медицинских препаратов в августе 1967 года, музыканты столкнулись с неопределённостью, так как никто не смог занять его нишу. Джон Леннон больше всех переживал из-за смерти менеджера, так как у него были с ним наиболее близкие личные отношения. Пол Маккартни, вероятно, почувствовав всю сложность положения группы, самостоятельно инициировал несколько проектов для The Beatles. С течением времени Леннон, Харрисон и Старр начали выражать недовольство по поводу растущего доминирующего положения коллеги в проектах группы. Впоследствии Леннон заявил, что усилия Маккартни были важны для выживания The Beatles в тот период, однако он всегда считал, что желание Маккартни оставить The Beatles на плаву было вызвано, в первую очередь, опасениями по поводу будущего его собственной сольной карьеры. В то же время, Джон говорил, что с 1966 года сам постоянно ждал повод уйти из группы, но его пугала та же причина — туманные перспективы.
Ядро корпорации Apple было создано под руководством Эпстайна в качестве налогового офшора The Beatles. Однако его внезапная смерть поставила под сомнение будущее корпорации. Отсутствие Эпстайна, а также неопытность музыкантов в ведении бизнеса вызвали атмосферу хаоса, которая перетекла в студийные сессии, когда группа начала записывать свой одноимённый диск, также известный как «Белый альбом». The Beatles так и не смогли найти замену Эпстайну, и отсутствие авторитетного руководителя, в итоге, стало основной причиной распада группы.

## Авторские амбиции Джорджа Харрисона

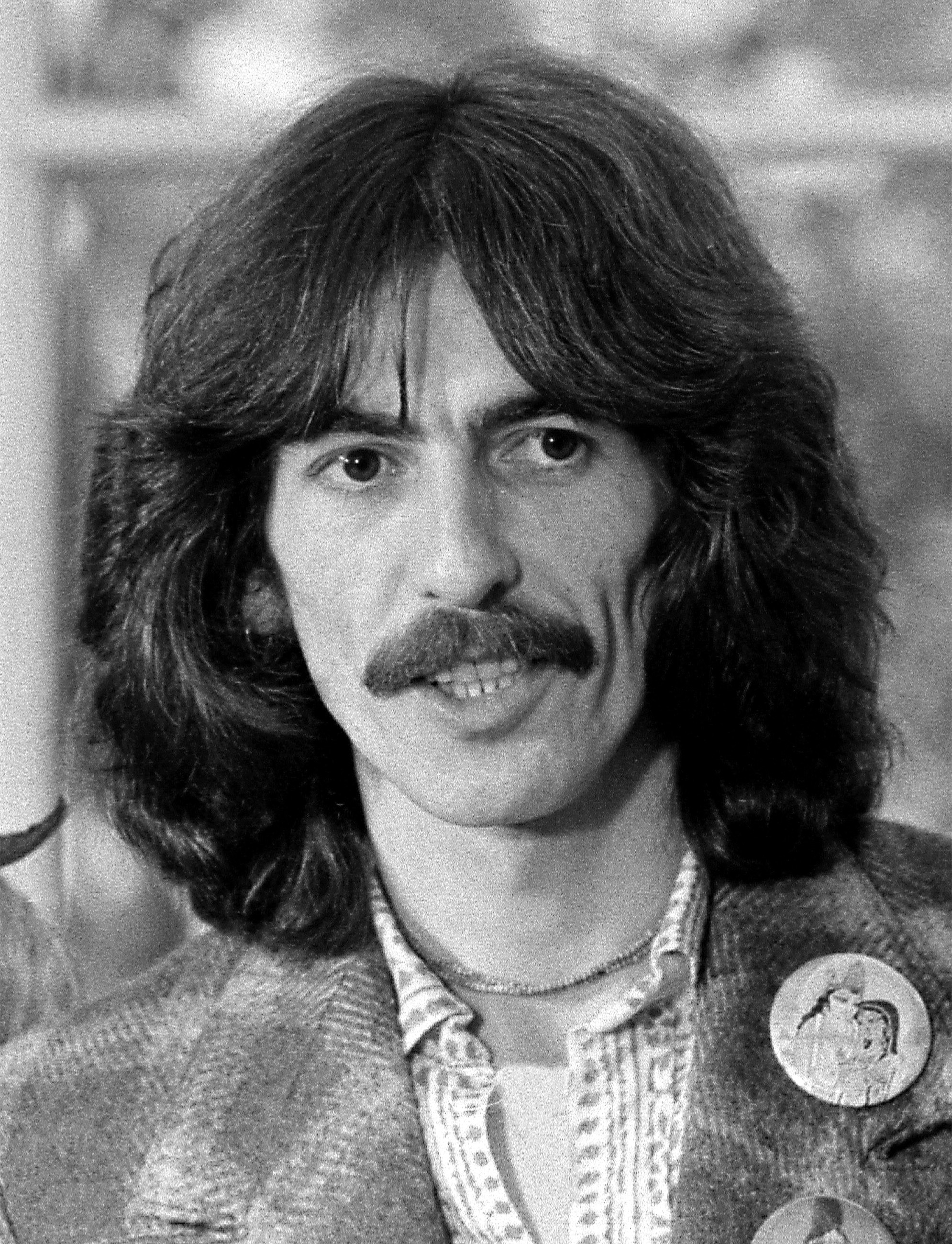
Джордж Харрисон, 1974 год

Ещё одним фактором возможного раскола The Beatles был рост Джорджа Харрисона как самостоятельного композитора во второй половине карьеры группы. В первые годы Леннон и Маккартни были основными авторами песен и вокалистами квартета, тогда как Харрисон и Старр занимали более вспомогательные роли. Как правило, Леннон и Маккартни сочиняли по одной песне для каждой пластинки, которую исполнял Старр; в свою очередь, Харрисон либо записывал кавер-версию какого-нибудь известного хита (т.н. старый стандарт), либо одну из своих собственных вещей. Начиная с 1965 года, композиции Харрисона становились всё более зрелыми и качественными. Постепенно другие участники группы признали его потенциал как автора песен.
Хотя Харрисон проявил себя как талантливый автор и продюсер, многие из его идей продолжали отвергаться доминирующим тандемом Леннона и Маккартни, особенно после 1967 года. Отчасти это свидетельствовало о возросшей конкуренции за место в альбоме между тремя авторами, однако сложившаяся ситуация усугубила чувство разочарования у гитариста и способствовала его отчуждению от The Beatles. Харрисон был первым членом группы, который выпустил сольный альбом, Wonderwall Music, бо́льшая часть которого была записана в Бомбее в январе 1968 года. К работе над альбомом были привлечены классические индийские музыканты, такие как Аашиш Хан, Шанкар Гхош и Шивкумар Шарма. Во время интервью Melody Maker в сентябре 1969 года Леннон сказал: «Проблема в том, что у нас слишком много материала. Теперь, когда Джордж много пишет, мы можем выпускать по одному двойному альбому ежемесячно…».

## Расхождения и противоречия
После того как группа перестала гастролировать (август 1966), каждый из её участников, в разной степени, начал следовать своим музыкальным вкусам. Когда The Beatles собрались в студии для записи Sgt. Pepper's Lonely Hearts Club Band в ноябре 1966 года, внутри группы ещё существовало товарищество и желание сотрудничать в качестве музыкантов. Однако их индивидуальные различия становились всё более очевидными. В большей степени, нежели коллеги, Маккартни проявлял интерес к новым поп-тенденциям и стилям, формировавшимся как в Британии, так и в Соединённых Штатах; в свою очередь, Харрисону была интересна индийская музыка, а композиции Леннона становились более интроспективными и экспериментальными. В результате Маккартни начал брать на себя роль инициатора и лидера творческих проектов The Beatles.
Каждый участник группы начал двигаться в индивидуальном творческом направлении, что в конечном счёте ослабило энтузиазм музыкантов. Вскоре битлы начали раздражать друг друга, атмосфера внутри группы становилась всё более накалённой. Это стало очевидным в «Белом альбоме», на котором их личные музыкальные предпочтения стали господствовать в сессиях звукозаписи, что ещё больше подорвало единство группы.

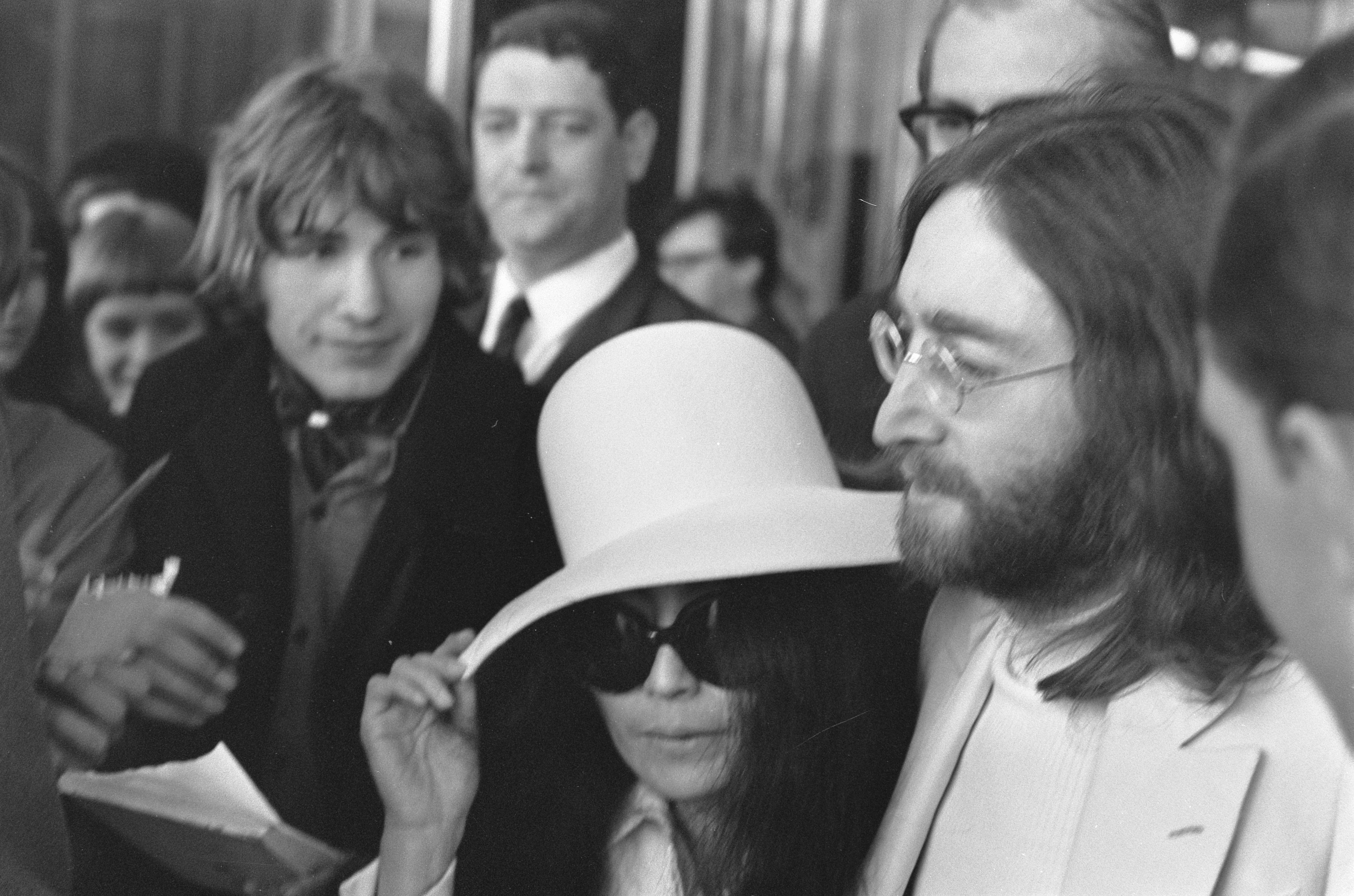
Йоко Оно и Джон Леннон, 1969 год

### Присутствие Йоко Оно
Леннон находился в подавленном психологическом состоянии после возвращения группы из Индии в начале 1968 года. Он был разочарован и возмущён тем, что их гуру трансцендентальной медитации Махариши Махеш Йоги не оправдал его ожиданий.

В сочетании с возобновлением употребления наркотиков, а также ухудшением его брака и семейной жизни, самоидентичность и творческая роль Леннона в The Beatles стали вызывать у него раздражение. Музыкант начал активно интересоваться творчеством Йоко Оно, японо-американской художницы-концептуалиста, с которой он познакомился на одной из её выставок в 1966 году. Пара сохраняла дружеские отношения до весны 1968 года. В мае того же года они проводили время вместе в домашней студии Леннона, пока его жена Синтия была в отпуске, записав авангардный материал, который был выпущен в альбоме Unfinished Music No.1: Two Virgins (там же произошла их первая половая близость), после чего объявили о своих отношениях. С этого момента они были почти неразлучны, даже когда Леннон работал с The Beatles (во время болезни Оно он даже поставил для неё кровать прямо в студии), что очень раздражало его коллег по группе. Кроме того, это нарушило негласное соглашение между музыкантами не приглашать в студию жён или подруг. Впоследствии Ринго Старр вспоминал: 
Видеть Йоко в студии было непривычно. Это было что-то новое. Все мы воспитаны, как англичане с севера: наши жены оставались дома, а мы ехали на работу. Мы добывали уголь, а они стряпали ужин. Это было одно из устаревших убеждений, которое к тому времени мы только начинали утрачивать. […] Это напрягало, потому что почти всегда мы, все четверо, были очень близки и ревниво относились друг к другу. Нам не нравилось, если рядом появлялись чужаки. А Йоко и была как раз этим чужаком. Студия объединяла нас, вот почему мы работали так успешно. Все мы старались ничего не замечать, […] но всё-таки её присутствие чувствовалось.

В свою очередь Джордж Харрисон так комментировал ситуацию: 
…Йоко постоянно была рядом, мы чувствовали её негативное поле. Джон и Йоко были сами по себе. […] Думаю, Йоко толкала его на разрыв с группой, поскольку ей не нравилось, что с нами он проводит так много времени.
По прошествии лет Маккартни не раз заявлял, что присутствие Оно мешало работе группы в студии, обвиняя её во вмешательстве в творческий процесс. «Не думаю, что кому-то из нас это особенно нравилось» — подчёркивал он.
Кроме того, из-за возросшего творческого влияния Оно на Леннона, он пожелал, чтобы её вклад отмечался на записях The Beatles. Оно часто комментировала или вносила предложения во время творческого процесса группы, что лишь усиливало трения между ней и коллегами Леннона. Назойливое присутствие Оно было источником злобы Харрисона; он ревновал Леннона к его подруге, так как был очень привязан к нему с 1965 года, в частности, после совместных экспериментов с LSD и индийской медитацией — опытам, к которым Маккартни относился с настороженностью.

### Сессии «Белого альбома»

Фотографии, сделанные Джоном Келли осенью 1968 года, впоследствии использовались для оформления обложек некоторых переизданий «Белого альбома»

В мае 1968 года группа собралась в доме Харрисона в Эшере, чтобы записать демоверсии некоторых песен (сочинённых в Индии), которые были выпущены в ноябре в «Белом альбоме». Обзоры, как современных группе критиков, так и ретроспективных рецензентов, сходятся во мнении, что двойной альбом отражал развитие музыкантов как автономных композиторов и исполнителей. Так, журналист Rolling Stone описал его как «четыре сольных альбома под одной крышей».
Творческие взгляды Леннона и Маккартни стали ещё более разобщёнными. Маккартни не одобрял экспериментальный звуковой коллаж Леннона и Оно в «Revolution 9»; в свою очередь, Леннон презирал слащавые песни Маккартни, вроде «Martha My Dear» и «Honey Pie». Между тем, Харрисон продолжал развиваться как автор песен, однако большая часть его материала вновь не получила поддержки со стороны группы. Ситуацию усугубляло чувство обиды музыканта на Леннона и Маккартни после ситуации с Махариши (обвинённым ими в приставании к девушкам), его душевное состояние было отражено в песне «Not Guilty», написанной после возвращения группы из Индии. В этот период Старр начал пробовать себя на актёрском поприще, в то же время он становился всё более недоволен уровнем своей игры; по словам писателя Марка Хертсгарда, создавалось «впечатление, что [Маккартни] особенно часто поощрял [в нём эти мысли]». Также Старр был раздосадован угрюмой и напряжённой атмосферой в студии, которая была характерна для сессий «Белого альбома». Старр чувствовал себя настолько изолированным, что покинул группу на несколько недель, уехав отдыхать со своей семьёй на Сардинию. Он вернулся в начале сентября и обнаружил свою барабанную установку украшенной цветами — это был подарок от Харрисона.
Напряжённая атмосфера также сказалась на техническом персонале студии. Звукоинженер Джефф Эмерик, который работал с группой с 1966 года, был разочарован сессиями. Однажды, во время записи песни «Ob-La-Di, Ob-La-Da», он случайно подслушал, как продюсер Джордж Мартин критиковал вокал Маккартни, на что последний ответил: «Хорошо, тогда иди и спой её сам». 16 июля Эмерик объявил, что больше не будет работать с The Beatles, и ушёл. Ближе к концу сессий Мартин внезапно уехал в отпуск, возвратившись только на этапе микширования. После релиза альбома группа больше не давала коллективных интервью и не участвовала в телевизионных выступлениях, связи с общественностью осуществлялись индивидуально. Это были первые признаки зарождавшейся разобщённости и антипатии между музыкантами. Другое доказательство отчуждения внутри The Beatles последовало после публикации традиционной рождественской записи для фан-клуба группы (1968 год) — выпущенный материал был полностью индивидуальным. В свою очередь, во время одного из интервью Леннон сделал пренебрежительное замечание о своих коллегах, из-за их явного, по его мнению, презрения к Оно.

### СессииGet BackиLet it Be
«К тому времени, как „Битлз“ достигли своего пика, мы начали загонять друг друга в какие-то рамки. Мы ограничивали свои возможности сочинять или играть музыку, пытаясь подогнать всё под кем-то придуманный формат, вот почему возникли сложности».
К концу 1968 года статус The Beatles как группы находился в подвешенном состоянии. Тем не менее, Маккартни предложил коллегам комплексный проект, озаглавленный «Get Back», включающий репетиции, запись и исполнение песен на концерте. Однако в итоге он был реализован под названием Let it Be в качестве альбома и фильма. Хотя во время записи «Белого альбома» музыканты взаимодействовали в виде группы, к 1969 году их уровень сыгранности оставлял желать лучшего; в частности, после героиновой зависимости Леннон стал очень необщителен и был критически настроен по отношению к проекту. 10 января 1969 года, через восемь дней после начала репетиций в киностудии Twickenham Film Studios, недовольство и разочарование Харрисона достигли своего пика, и он сообщил своим коллегам, что уходит. Он был доволен плодотворной деятельностью вне группы в течение большей части 1968 года (особенно с Эриком Клэптоном, Бобом Диланом и The Band); кроме того, сыграли свою роль такие факторы, как менторское отношение Маккартни и отчуждение от Леннона. Группа оказалась в тупике и на грани потенциального краха. В 2003 году журнал Rolling Stone опубликовал запись, сделанную во время сессий в Twickenham: на следующий день после ухода Харрисона Леннон предлагал пригласить в группу Клэптона и взять на себя роль гитариста.
В итоге непростые переговоры способствовали возвращению Харрисона в группу. Однако гитарист настоял на том, чтобы Маккартни изменил концепцию проекта; в частности, было решено отказаться от концерта. После этого музыканты отправились в студию Apple Studio, где сфокусировались на записи нового материала. Последнее публичное выступление The Beatles состоялось на крыше главного офиса Apple 30 января 1969 года — оно послужило заменой отменённому концерту.

## Проблемы в бизнесе

The Beatles с Йоко Оно и менеджером Алленом Клейном (в центре)

В тот же период корпорация Apple начала испытывать финансовые проблемы. 26 января 1969 года Леннон и Оно встретились с Алленом Клейном для управленческих консультаций. Леннон попросил Клейна представлять деловые интересы группы. Романтические отношения Маккартни с Линдой Истмен, на которой он женился 12 марта, открыли возможность для адвокатов Ли и Джона Истмена, отца и брата Линды, принять участие в консультировании финансовых и юридических решений группы. Маккартни выдвинул кандидатуру Истменов в качестве юристов The Beatles, однако они не смогли найти общий язык с Клейном (встречи проходили в атмосфере враждебности). Вскоре стало очевидным, что между Истменами и Клейном возникла конкуренция, что было выражено в расхождении их советов и консультаций. Ссоры между битлами и дисгармония по поводу творческих вопросов вскоре начали регулярно возникать и во время деловых дискуссий. Когда встал вопрос выбора между Истменами и Клейном, Харрисон и Старр встали на сторону последнего (поддержав Леннона) 8 мая Леннон, Харрисон и Старр подписали контракт с Клейном, который стал бизнес-менеджером группы. Это ещё более усугубило недоверие и антипатию в квартете. Впоследствии Маккартни выражал мнение, что эволюция битлов из музыкантов в бизнесменов была главной причиной распада группы.
Помимо всего прочего, Дик Джеймс, обладавший правами на существенную часть Northern Songs (каталога песен Леннона — Маккартни), начал выражать опасения по поводу недовольства группы его статусом совладельца. Не уведомив The Beatles, он принял решение выставить на продажу свою долю в компании. Леннон и Маккартни были застигнуты врасплох, и их попытки вернуть права на материал (через дочернюю компанию Maclen Music) потерпели неудачу.

## Дальнейшие события
Несмотря на то, что проект Get Back/Let It Be был приостановлен, группа продолжала время от времени записывать материал, в течение весны и в начале лета 1969 года. Музыканты стали всё больше участвовать в деятельности вне The Beatles; Леннон вместе с Йоко Оно организовал акцию «В постели за мир», итогом которой стал сингл «Give Peace a Chance», Харрисон сосредоточился на продюсировании записей лейбла Apple Records, поработав с такими исполнителями, как Джеки Ломакс, Билли Престон, а также группой Radha Krishna Temple (из храма Радхи-Кришны), в свою очередь Старр продолжал заниматься кинокарьерой. Нерегулярные сессии группы в первой половине года в конечном счёте стали основой для последнего студийного проекта The Beatles — Abbey Road.

### Уход Леннона
«Я создал группу. Я распустил её. Всё очень просто. Моя жизнь с „Битлз“ стала ловушкой, плёночным кольцом. И прежде случались периоды, когда я отдалялся от группы, писал книги, помогал переделывать их в пьесы. […] Когда я наконец набрался смелости и сказал остальным, что я подаю на развод, они поняли, что это правда, а не что-то вроде недавних угроз Ринго или Джорджа. Должен признаться, я чувствовал себя виноватым в том, что не известил их заранее».
Вскоре после сессий альбома Abbey Road Леннон сочинил песню «Cold Turkey», вдохновлённую его пристрастием к героину, которая была записана его сторонним проектом Plastic Ono Band (после того, как The Beatles отвергли её для потенциального сингла). Изначально группа Plastic Ono Band представляла собой не более чем творческую отдушину для реализации музыкальных идей Леннона и Оно, однако восторженный приём публики во время рок-фестиваля в Торонто (13 сентября 1969 года) стал одним из факторов, подтолкнувших Леннона покинуть The Beatles, о чём музыкант объявил во время возвращения в Лондон. На сборе группы, 20 сентября, он сообщил Маккартни, Старру и Клейну о своём решении (Харрисон не присутствовал на встрече), сказав им, что он хочет «развода». В тот же день группа подписала новый контракт на запись с Capitol Records, который гарантировал им более высокие роялти. Это была последняя публичная демонстрация единства The Beatles, по сути являвшаяся инсценировкой, и деликатный подтекст переговоров с лейблом вынудил Клейна и Маккартни обратиться к Леннону с просьбой держать своё решение в секрете до момента выхода альбома и фильма, запланированных на следующий год, в работе над которыми он согласился принять участие.

### Уход Маккартни

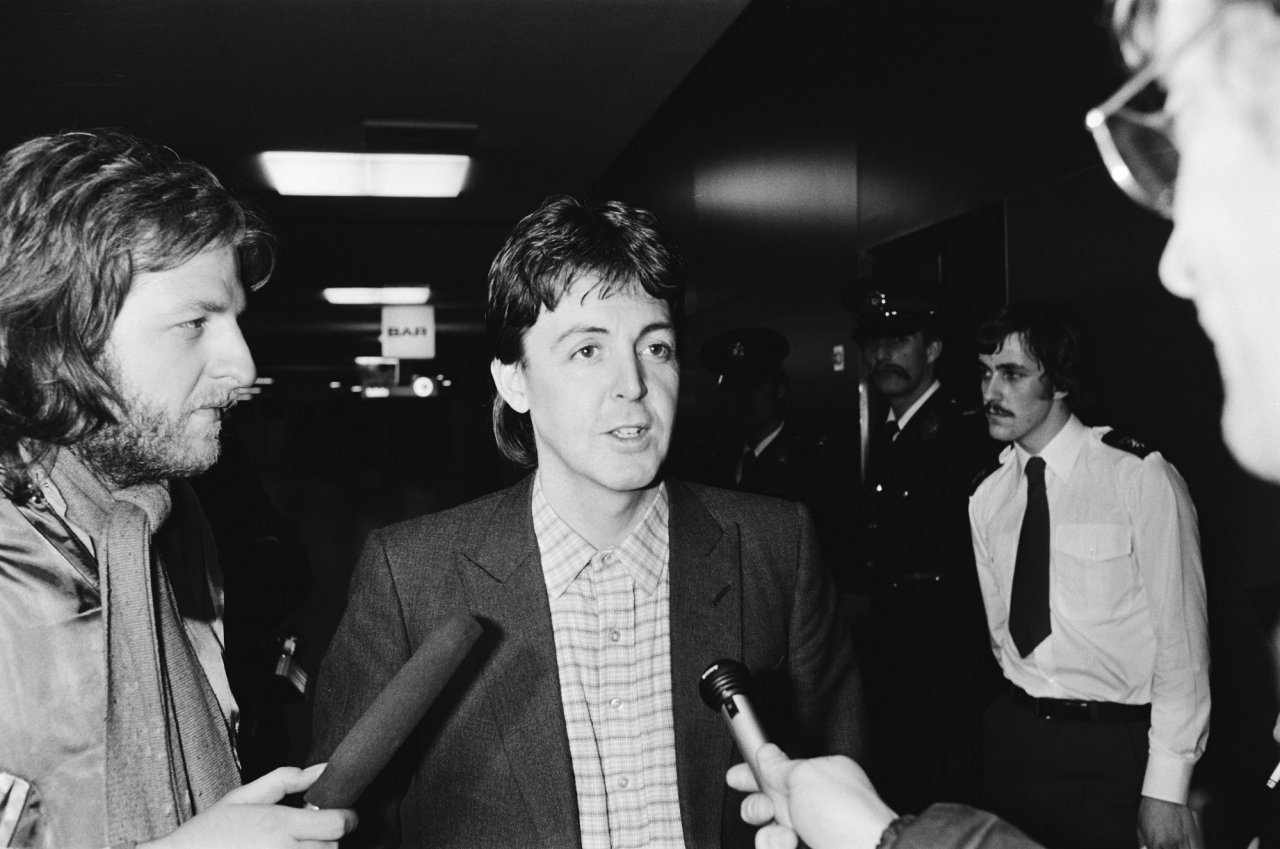
Пол Маккартни, 1980 год

Долгое время пытавшийся сохранить сплочённость в The Beatles и расстроенный уходом Леннона, Маккартни уединился со своей новой семьёй на ферме в Шотландии. В конце октября, после того как его разыскали репортёры из журнала Life, Маккартни публично признал, что «The Beatles подошли к концу», проигнорировав полное значение этой реплики. В начале января 1970 года Маккартни, Харрисон и Старр ненадолго вновь собрались в студии Эбби-Роуд, чтобы записать «I Me Mine» Харрисона и завершить работу над песней Маккартни «Let It Be». Оба трека были необходимы для альбома Let It Be, так как американская кинокомпания United Artists пригрозила группе иском за затягивание выпуска предполагаемого проекта. Однако, после демонстрации песен проект был вновь заморожен на полгода, после чего над ним начал работать продюсер Фил Спектор, занявшись микшированием материала (качество которого было очень сырым, на чём изначально настаивал Леннон). Хотя Маккартни утверждал, что он не знал об участии Спектора в проекте до получения мастер-копии альбома Let It Be в апреле, биограф Питер Доггетт подчёркивал, что работа была отложена на «несколько недель» пока, после «череды сообщений», не удалось договориться о кандидатуре Спектора с самим Маккартни, чтобы начать работу над записями.
В декабре 1969 года фактически отделившийся от своих коллег по группе и глубоко подавленный Маккартни начал делать серию домашних записей в Лондоне. Работая в режиме строжайшей секретности, музыкант в частном порядке договорился о дате релиза предполагаемого сольного альбома, названного McCartney, с руководителем Apple Records Нилом Аспиналлом. Выпуск был назначен на 17 апреля 1970 года. Однако, как только Леннон, Харрисон и Старр узнали об этом, дату сразу же сочли неудобной, в связи с существующими договорами в графике релизов лейбла — об издании альбома Let It Be и дебютного диска Старра, Sentimental Journey. 31 марта Старр отправился в дом Маккартни, чтобы лично сообщить ему о решении лейбла отложить релиз его альбома, однако Маккартни был взбешён этой новостью, выпроводив Старра из дома и отказавшись уступить запланированную дату. Ошеломлённый реакцией своего коллеги Старр рассказал обо всём Харрисону и Леннону, а альбом Маккартни был восстановлен в графике.
В течение трёх или четырёх месяцев мы с Джорджем и Ринго перезванивались и спрашивали: „Значит, всё-таки всё кончено?“. Дело не в том, что нас торопила записывающая компания. Мы ещё надеялись когда-нибудь собраться все вместе. Никто не знал, на самом ли деле Джон настроен серьёзно. Может, через неделю он одумается и скажет: „Я просто пошутил“. Мне казалось, что Джон не стал хлопать дверью, а оставил её открытой. Может, он хотел сказать: „Я почти ушёл, но…“. И мы цеплялись за эту соломинку несколько месяцев, а потом поняли: да, мы уже не группа. Вот и всё. Всё действительно кончено.
Горечь Маккартни из-за этого инцидента стала одной из причин, подтолкнувших его к заявлению об уходе из The Beatles. Кроме этого, в качестве ещё одного фактора он упомянул Фила Спектора, критикуя его работу над некоторыми песнями из Let It Be (в особенности «The Long and Winding Road»). Впоследствии хронологическая достоверность последней претензии оспаривалась Старром, который утверждал, что, когда мастер-копии альбома были разосланы группе (2 апреля): «Мы единогласно одобрили его. Изначально Пол сказал „да“. Я говорил с ним по телефону, и спросил — „Тебе понравилось?“ и он сказал: „Да, всё в порядке. Он [Спектор] его не испортил“».
О решении Маккартни было объявлено через пресс-релиз, распространённый среди избранных британских журналистов 9 апреля (с предварительным экземпляром он ознакомился лично). Документ имел форму «вопрос-ответ»: Маккартни обсуждал в нём свой альбом, а также, поскольку уход Леннона все ещё скрывался от публики (по деловым причинам), вопросы, касающиеся ближайшего будущего The Beatles. Хотя музыкант не упомянул о распаде группы, он заявил о своём «разрыве с The Beatles» подчеркнув, что не планирует работать с группой в будущем; также он дистанцировался от решений Клейна (за которого не голосовал) и исключил вероятность того, что когда-нибудь снова будет сочинять песни с Ленноном. Несмотря на то, что со слов Маккартни вопросы в документы были подобраны пресс-секретарём Apple Дереком Тейлором, впоследствии клерк настаивал, что вопросы, касающиеся The Beatles, добавил именно Маккартни. 10 апреля журналист Daily Mirror Дон Шорт (один из получателей пресс-релиза) объявил об уходе Маккартни из группы — опубликовав на первой полосе издания заголовок «Пол покидает The Beatles». Газеты по всему миру интерпретировали комментарии Маккартни как объявление о том, что группа распалась. Впоследствии Маккартни обвинял во всём Леннона, так как тот начал отдаляться от «бурной деятельности» коллектива стремившись начать новый период своей жизни с Йоко Оно. «Не я спровоцировал раскол. Это был наш Джонни. <...> Однажды Джон вошел в комнату и сказал, что уходит из Beatles. <...> А нам осталось собирать осколки», — говорил музыкант, подчёркивая, что группа могла бы существовать и дальше. В свою очередь, вдова Леннона говорила о недовольстве её покойного супруга игнорированием его песен внутри группы, который порой чувствовал пренебрежение к своим произведениям в пользу творчества Маккартни.

## Официальный роспуск группы в Высоком суде Великобритании
По словам Доггетта, на фоне шумихи от заявления о своём уходе Маккартни вернулся к вопросу о работе Спектора над Let It Be «как собака, одержимо облизывающая рану». Музыкант задумывал песню «The Long and Winding Road» как простую фортепианную балладу, но Спектор включил в неё оркестровое и хоровое сопровождение. 14 апреля Маккартни направил Клейну письмо, в резкой форме требуя, чтобы новая аранжировка была сокращена, а партия арф удалена вовсе — добавив: «Никогда больше так не делай». Составленные спустя двенадцать дней после того, как Спектор разослал мастер-копии всем членам группы с просьбой немедленно связаться с ним по поводу желаемых изменений, требования Маккартни остались без внимания. Клейн утверждал, что отправил Маккартни телеграмму в ответ на письмо 14 апреля, однако, в связи с тем, что музыкант изменил свой номер телефона, не сообщив об этом Apple — он не получил ответа. Поэтому Клейн продолжил выпуск альбома без изменений. В итоге, первоначальная версия песни была выпущена на сборнике Anthology 3.
31 декабря 1970 года Маккартни подал иск против трёх других «Битлов» в лондонский Высокий суд с требованием расторжения договорного партнёрства между ними, и впоследствии был назначен правопреемником The Beatles. Судебный процесс и переговоры продолжались длительное время, формальное расторжение партнёрства состоялось 9 января 1975 года.

## Влияние на культуру
- Текст песни «Happy Family» группы King Crimson 1970 года в сатирическом ключе рассказывает о распаде The Beatles; имена участников скрыты за библейскими именами: Пол — Иуда, Джон — Иона, Джордж — Сила, Ринго — Руф[148][149]. Помимо этого, The Beatles изображены и на обложке самого альбома (вокруг буквы «i»).
- В 1998 году английский писатель-фантаст Стивен Бакстер опубликовал в журнале Interzone рассказ под названием «The Twelfth Album» в жанре альтернативной истории об альбоме God, записанном «Битлами» после выхода Let It Be[150][151].
- В 2000 году вышел художественный фильм Майкла Линдсей-Хогга «Двое из нас» о реальном визите Пола Маккартни к Джону Леннону в апреле 1976 года, затрагивающий причины распада коллектива.
- В 2009 году неизвестным источником в интернет был выложен мэш-ап Everyday Chemistry, подававшийся как чудом уцелевший экземпляр альбома, записанного «Битлами» из параллельной реальности, в которой они не распадались[152][153]. Мэш-ап состоит из сольных работ участников The Beatles[154][155].